# Скиапарелли (спускаемый аппарат)
«Скиапарелли» (англ. Schiaparelli − the Entry, Descent and Landing Demonstrator Module, сокр. Schiaparelli или EDM ) — спускаемый аппарат, разработанный Европейским космическим агентством в рамках космической программы «ЭкзоМарс». Назван в честь итальянского астронома и исследователя Марса Джованни Скиапарелли.
Главной задачей «Скиапарелли» была отработка технологий входа в атмосферу, спуска, посадки на поверхность Марса. Также аппарат нёс дополнительные научные приборы для измерения электрических полей и замеров концентрации атмосферной пыли.
«Скиапарелли» был запущен вместе с орбитальным модулем «Трейс Гас Орбитер» (TGO) в составе аппарата «ЭкзоМарс-2016» с площадки № 200/39 космодрома Байконур 14 марта 2016 года в 9:31:42 UTC. 16 октября «Скиапарелли» отделился от TGO при подлёте к Марсу и спустя 3 дня вошёл в атмосферу планеты.
Сигнал от спускаемого аппарата прервался в момент спуска. Спускаемый модуль разбился (совершил жёсткую посадку) 19 октября. Причиной аварии спускаемого модуля «Скиапарелли» послужил сбой в работе инерциального измерительного блока, в результате чего была неверно рассчитана высота. Сбой в работе блока, измеряющего угловые скорости, произошёл после развертывания парашюта примерно через три минуты после входа в атмосферу Марса. «Скиапарелли» совершил свободное падение с высоты от 2 до 4 километров и разбился о поверхность Марса, разогнавшись до скорости более 300 км/ч.
21 октября 2016 года ЕКА официально подтвердило гибель аппарата. Тем не менее, перед жёсткой посадкой «Скиапарелли» передал на TGO (а тот — на Землю) данные своих измерений и параметры работы своих систем, на основании которых в бортовое обеспечение миссии «ЭкзоМарс-2020» будут внесены необходимые изменения.

## Задачи
«Скиапарелли» создан ЕКА для испытания технологии посадки на поверхность Марса: отработки входа в атмосферу, контролируемого спуска и мягкой посадки. Кроме того, «Скиапарелли» ставилась задача провести первые измерения электрических полей и замеры концентрации атмосферной пыли. Эти данные могли бы обеспечить новое понимание роли электрических сил в подъёме пыли над поверхностью, который, возможно, является первопричиной возникновения пылевых бурь.
Изначально планировалась установка 11 дополнительных научных приборов под общим названием «полезная нагрузка Гумбольдта» для проведения геофизических исследований (в частности, для изучения внутреннего строения Марса), но в начале 2009 года этот проект отменили из-за недостаточного финансирования.
Создание спускаемого аппарата в рамках программы «ЭкзоМарс» предоставляет полезный опыт для промышленности Европейского Союза и позволяет провести эксперименты над новыми технологиями, которые будут задействованы в последующих научных программах освоения Марса.

## Конструкция
«Скиапарелли» оснащён лобовым теплозащитным экраном и тыльным защитным кожухом, парашютной системой, радаром, навигационно-управляющей системой с инерциальными измерительными устройствами и двигательной установкой для окончательного уменьшения скорости снижения аппарата, работающей на гидразине. Спускаемый аппарат содержит ряд датчиков, собирающих информацию о ходе работы систем и приборов. Наиболее важная часть данных, получаемых в ходе посадки, передается в режиме реального времени на TGO и отправляется на Землю. Полный объём данных TGO получит уже после посадки «Скиапарелли».
У «Скиапарелли» отсутствовал долговременный источник энергии: для электроснабжения научных приборов разработаны аккумуляторы, заряда которых хватило бы на 2-8 суток. Вкупе с малым пространством для расположения приборов, возможности аппарата с точки зрения исследований были ограничены.
Центр управления межпланетной станцией «ЭкзоМарс-2016» в Дармштадте получил всю телеметрию переданную «Скиапарелли» в реальном времени. На основе этих данных либо подтвердится работоспособность существующих систем, либо будут внесены изменения в конструкцию последующих европейских аппаратов по изучению Марса.
«Скиапарелли» сконструирован с использованием технических решений, разработанных и протестированных ЕКА в ходе более ранних исследований по программе «ЭкзоМарс».

### Научное оборудование
На борту спускаемого аппарата было установлено следующее оборудование:
- COMARS+ (Combined Aerothermal and Radiometer Sensors Instrument Package) — прибор с тремя комбинированными датчиками и широкополосным радиометром для измерения давления, температуры и тепловых потоков на тыльной части кожуха спускаемого аппарата при аэродинамическом торможении и спуске под парашютом в атмосфере Марса.

- AMELIA (Atmospheric Mars Entry and Landing Investigations and Analysis) — датчики телеметрии и служебные системы. Сбор данных от входа в атмосферу Марса (~130 км[11]) до завершения посадки аппарата. Использование полученных данных для исследования атмосферы и поверхности Марса.

- DECA (Descent Camera) — телекамера для съёмки поверхности во время снижения «Скиапарелли» при посадке, а также получения данных о прозрачности атмосферы. Планировалось получить 15 монохромных (чёрно-белых) снимков для отождествления точного места касания поверхности аппаратом[11].

- DREAMS (Dust Characterisation, Risk Assessment, and Environment Analyser on the Martian Surface) — комплекс приборов для измерения параметров окружающей среды на поверхности Марса. Включал в себя приборы:
  - MetWind — измерение скорости и направления ветра;
  - DREAMS-H — датчик влажности;
  - DREAMS-P — датчик давления;
  - MarsTem — измерение температуры вблизи поверхности Марса;
  - SIS (Solar Irradiance Sensor) — измерение прозрачности атмосферы;
  - MicroARES (Atmospheric Radiation and Electricity Sensor) — измерение электрических полей.

- INRRI (Instrument for landing — Roving Laser Retroreflector Investigations) — уголковый отражатель для определения местонахождения Скиапарелли с помощью лидара, расположенного на искусственном спутнике Марса.

## Хроника программы

### Запуск и полёт к Марсу (14 марта — 16 октября)
Запуск «Скиапарелли» и TGO в составе космического аппарата «ЭкзоМарс» состоялся 14 марта 2016 года в 9:31:42 UTC с космодрома Байконур. После успешного вывода в космос ракетой-носителем «Протон-М» двигатели разгонного блока «Бриз-М» перевели космический аппарат на траекторию полёта к Марсу. Аппарат достиг орбиты красной планеты через семь месяцев, 16 октября.

### Отделение и спуск (16 октября — 19 октября)
Отделение демонстрационного десантного модуля «Скиапарелли» от орбитального модуля «Трейс Гас Орбитер» космического зонда «ЭкзоМарс» произошло 16 октября 2016 года, за три дня до планируемой посадки на поверхность Марса. Через 12 часов после отделения, орбитальный модуль провёл коррекцию траектории полёта для предотвращения падения на планету вслед за спускаемым модулем.
Планировалось, что во время своего спуска «Скиапарелли» должен был проводить различные измерения для последующего изучения.
19 октября «Скиапарелли» вошёл в атмосферу Марса на скорости в 21 000 км/ч (условная граница атмосферы на высоте примерно в 122,5 км от поверхности). В течение 3−4 минут скорость аппарата снижалась путём аэродинамического торможения — трения о плотные слои атмосферы. Лобовая часть защитного кожуха с теплозащитным экраном предотвратила перегрев аппарата, экран медленно плавился и испарялся, унося поглощённое тепло от основной части спускаемого аппарата, размещённой внутри кожуха.
На высоте 11 км над поверхностью, когда скорость аппарата уменьшилась до 1700 км/ч, над «Скиапарелли» развернулся парашют для дальнейшего снижения скорости спуска. Купол парашюта диаметром 12 метров развернулся менее чем за секунду, и через 40 секунд, в течение которых уменьшалось и прекращалось раскачивание аппарата, была сброшена лобовая часть защитного кожуха с теплозащитным экраном.
Посадка была запланирована на плато Меридиана — относительно гладкой равнине, внутри посадочного эллипса, вытянутого на 100 км с востока на запад и на 15 км с севера на юг. Координаты центра эллипса 6° з.д., 2° ю.ш. Район посадки «Скиапарелли» расположен примерно в 40 км северо-западнее от места посадки марсохода «Оппортьюнити» на Плато Меридиана в 2004 году.
Во время посадки спускаемого аппарата данные с его борта принимали станции дальней связи Европейского космического агентства (система ESTRACK), НАСА (система DSN) и российские наземные станции «Медвежьи озера» и Калязинская.

### Авария
Предполагается, что спуск на парашюте прошёл штатно, однако за 50 секунд до ожидаемой посадки сигнал от «Скиапарелли» пропал. Касание аппарата поверхности Марса должно было произойти в 14:48 UTC, но неполные данные от модуля во время посадки на Марс, которые были переданы через спутник-ретранслятор «Марс-экспресс» на Землю, не позволили специалистам сделать выводы о состоянии аппарата.
К утру 20 октября была получена вся телеметрия с TGO о маневрах «Скиапарелли» во время посадки. После неполного анализа данных было подтверждено, что, возможно, отстрел парашюта произошёл несколько раньше запланированного, а двигатели мягкой посадки могли выключиться на слишком большой высоте.
21 октября Европейское космическое агентство официально подтвердило, что «Скиапарелли» разбился о поверхность Марса. Аварийная посадка установлена по фотоснимкам с американского спутника «Mars Reconnaissance Orbiter». Сравнив между собой два кадра, сделанных до и после жесткой посадки модуля, специалисты миссии обнаружили тёмное пятно размерами 15x40 метров (вероятно, ударный кратер от аппарата) и светлое, которое может быть парашютом «Скиапарелли». Расстояние между объектами составляет один километр. Место аварии «Скиапарелли» находится всего в 5,4 километрах к западу от планируемого места посадки, то есть внутри намеченного посадочного эллипса.
27 октября опубликованы новые фотографии места падения «Скиапарелли» в высоком разрешении, сделанные зондом MRO. По предварительным данным, на них зафиксированы ударный кратер и тёмные следы (возможно, взрыва топливных баков) вокруг него, парашют, тыловый и лобовой теплозащитные экраны. Также заметны белые точки на поверхности — их происхождение пока точно неизвестно. Благодаря детальным снимкам примерно оценены размеры кратера: 2,4 метра в диаметре и 50 см в глубину. Участники миссии MRO планируют получить новые снимки места аварии «Скиапарелли», которые помогут провести дополнительный анализ зафиксированных объектов: к примеру, учёные хотят разобраться в природе черной дугообразной линии, исходящей от места падения в восточном направлении.

#### Причины аварии
Предварительные выводы основаны на результатах технического расследования. Причиной аварии спускаемого модуля стал сбой в инерциальной измерительной системе аппарата. В течение 1 секунды система выдавала отрицательное значение высоты, как если бы аппарат уже достиг поверхности. Этого оказалось достаточно для того, чтобы на высоте 3,7 километра посадочный компьютер отстрелил парашют, на короткое время включил тормозные двигатели модуля, а также включил ряд «наземных» приборов. Согласно оценке ЕКА, аппарат совершил свободное падение с высоты от двух до четырёх километров и набрал значительную скорость, которая в момент столкновения составила более 300 км/ч.
По данным от мая 2017 года причиной отказа спускаемого аппарата «Скиапарелли» является ошибка программного обеспечения бортового компьютера. Это вызвало преждевременное прекращение выполнения некоторых операций при спуске. К такому выводу пришли специалисты Европейского космического агентства, проводившие независимое расследование.
Несмотря на потерю аппарата, в ЕКА отмечают, что «Скиапарелли» выполнил свою главную задачу: тестирование системы посадки на поверхность Марса, и успел передать 80 % от запланированного объёма данных.

## Спецификация
| Диаметр спускаемого аппарата               | 2,4 м (7,9 фута)                                                          |
| Диаметр автоматической марсианской станции | 1,65 м (5,4 фута)                                                         |
| Высота                                     | 1,8 м (5,9 фута)                                                          |
| Масса                                      | 577 кг (1270 фунтов) С учетом топлива                                     |
| Материал теплозащитного экрана             | Norcoat Liege                                                             |
| Несущая конструкция                        | Алюминиевый сэндвич с полимерным покрытием, усиленным углеродным волокном |
| Парашют                                    | Тип: диск-щель-пояс, диаметр купола 12 м (39 футов)                       |
| Двигательная установка                     | 3 сборки из 3 двигателей каждая                                           |
| Источник питания                           | Аккумуляторы                                                              |
| Связь                                      | УКВ-связь с TGO и другими спутниками Марса с совместимой радиоаппаратурой |

## Места посадок автоматических станций на Марсе
Спирит

Оппортьюнити

Соджорнер
Викинг-1

Викинг-2

Феникс

Марс-3

Кьюриосити
Скиапарелли